# Tashi Döndrub
Tashi Döndrub, ook wel Yutog Se II (1904/1906 - 1984), was een Tibetaans militair.

## Familie
Yutog Se II is de jongere broer van Yutog Se I. Hij was getrouwd met de dochter van Surkhang Surpa, de vader van Surkhang Wangchen Geleg. Geleg's zus trouwde met Surkhang Wangchen Geleg.

## Loopbaan
Döndrub trad in 1924 in dienst van de regering van historisch Tibet. Van 1925 tot 1926 werd hij voor een artillerieopleiding naar Quetta gezonden in Brits-Indië, huidig Pakistan.
Bij terugkeer werd hij benoemd tot secretaris van de Kashag (Kandrön). In de zomer van 1932 ontving hij in Gyantse een opleiding van de Officer Commanding British Trade Agent's in de omgang met machinegeweren. Hij werd benoemd tot generaal (Depön) belast met het commando over de Kusung, de bodyguard van de dertiende dalai lama.
In 1933 werd hij benoemd tot bevelhebber van het Crack Trapchi Regiment. Dit regiment bestond uit 700 militairen en was ditzelfde jaar opgericht. Na de dood van de dalai lama in december 1933 werd het regiment verkleind tot 200 militairen. Hij bleef generaal van de Kusung tot 1938. In dat jaar werd hij benoemd tot Theiji en aan het hoofd gesteld van het ministerie voor zout- en theebelastingen, enkele van de belangrijkste handelsproducten in Tibet van die tijd.
In 1942 werd hij bevorderd tot de rang van Dzasa en benoemd tot commissaris (Dochi) van Kham. Hij vertrok uit Lhasa naar Kham in april 1943 en keerde terug in november 1947.

## Reputatie
Volgens Britse bronnen stond hij bekend als een van de beste militaire officieren in Tibet. Hij werd daarnaast beschouwd als zeer pro-Brits.